# 楠田泰之
楠田 泰之（くすだ やすゆき、1946年9月16日 - ）は、テレビプロデューサー・演出家。アベクカンパニー所属の後、現在フリー。父は木下惠介映画のカメラマンも務めた撮影技師の楠田浩之、母は木下惠介および作曲家の木下忠司の妹で脚本家の楠田芳子である。立教大学卒業。

## 来歴・人物
1946年9月 神奈川県に生まれる。
1969年、立教大学文学部を卒業。
1970年、木下恵介プロダクション（ドリマックス・テレビジョンの前身）に入社し、1975年 TBSテレビ「木下恵介・人間の歌シリーズ」『旅への誘い』にて監督デビュー。後、数々のテレビドラマを演出する。
1988年に同じ木下プロに所属していた阿部祐三・赤羽博らと共に映像制作会社アベクカンパニー（AVEC）の設立に参画する。以後、『もう誰も愛さない』などの演出で名が知られる。
2009年、アベクカンパニーを退社しフリーランスの演出家として活動を続ける。

## テレビ作品

### 木下プロ時代
- 木下恵介・人間の歌シリーズ 旅への誘い（1975年10月 - 1976年1月、TBS）
- お菓子放浪記（1976年10月 - 1977年1月、TBS）
- すぐやる一家青春記（1977年7月 - 10月、TBS）
- おおヒバリ!（1977年10月 - 1978年5月、TBS）
- やあ!カモメ（1978年6月 - 10月、TBS）
- アヒル大合唱（1978年10月 - 1979年3月、TBS）
- 青春諸君!（1979年10月 - 1980年3月、TBS）
- 青春諸君!夏（1980年4月 - 9月、TBS）
- 春まっしぐら!（1981年4月 - 6月、TBS）
- いつか黄昏の街で（1981年10月 - 12月、TBS）
- 誰かが私を愛してる（1983年1月 - 3月、TBS）
- ザ・サスペンス56「べんり屋平さん事件簿」（1983年5月、TBS）
- TBS水曜10時枠の連続ドラマ#第1期（1974年～1984年） シリーズ・水曜の女「赤い足音」（1983年6月 - 7月、TBS）
- 日立テレビシティ ランドセルと目玉焼き（1983年9月 - 10月、TBS）
- ザ・サスペンス89「妻たちの危険な昼下り」（1984年1月、TBS）
- ザ・サスペンス103「花嫁は三度泣く」（1984年4月、TBS）
- ザ・サスペンス109「団地殺人事件II」（1984年6月、TBS）
- 金曜日の妻たちへII 男たちよ、元気かい?（1984年7月 - 10月、TBS）
- 毎度おさわがせします1 - 3（1985年1月 - 1987年5月、TBS）
- 夏・体験物語I・II（1985年1月 - 1986年10月、TBS）
- 水曜ドラマスペシャル 子連れ刑事（1985年8月､TBS）
- 水曜ドラマスペシャル 水曜日の恋人たち（1985年11月、TBS）
- 恋に恋して恋きぶん（1987年7月 - 9月、TBS）
- ヨーシいくぞ!（1987年10月 - 1988年1月、TBS）

### アベク時代
- オトコだろッ!（1988年7月 -9月、フジテレビ）
- 君が嘘をついた（1988年10月 - 12月、フジテレビ）
- 土曜ドラマスペシャル コント赤信号の『サラリー漫遊記』（1989年4月、TBS）
- ゴメンドーかけます（1989年8月 - 9月、フジテレビ）
- 愛しあってるかい!（1989年10月 - 12月、フジテレビ）
- 愛しあってるかい!卒業式スペシャル（1990年4月、フジテレビ）
- びんた（1990年、TBS）
- キモチいい恋したい!（1990年7月 - 9月、フジテレビ）
- もう誰も愛さない（1991年4月 - 6月、フジテレビ）
- 愛さずにいられない（1991年、日本テレビ）※プロデューサー兼任
- パ★テ★オ1、2（1992年9月10月、フジテレビ））※原作者兼任
- あなただけ見えない（1992年1月 - 3月、フジテレビ）※プロデューサー兼任
- もう涙は見せない（1993年10月 - 12月、フジテレビ）
- 毎度ゴメンなさぁい（1994年7月 - 9月、TBS）
- 半熟卵（1994年10月 - 12月、フジテレビ）※プロデューサー兼任
- 毎度おジャマしまぁす（1995年4月 - 6月、TBS）
- 陽はまた昇る（1996年3月、フジテレビ）
- 肝っ玉婦長の事件日誌 消えた看護婦 2重生活の女（1996年6月、TBS）
- 月曜ドラマスペシャル ど素人刑事殺人事件簿 （1996年8月、TBS）
- 土曜ワイド劇場 「月蝕の館」殺人事件（1996年8月、テレビ朝日）
- 彼（1997年1月 - 3月、関西テレビ）
- お礼は見てのお帰り ナニワのべっぴん刑事 一本木礼子（1997年4月、関西テレビ）
- フェイス（1997年7月 - 9月、関西テレビ）
- お礼は見てのお帰り ナニワのべっぴん刑事(2)初春に舞う!（1998年1月、関西テレビ）
- ドンウォリー!（1998年4月 - 6月、関西テレビ）
- 救急ハート治療室（1999年7月 - 9月、関西テレビ）
- 金曜エンタテイメント 単独房の少女たち おばちゃん院長律子の人生なげたらアカン!!（1999年7月、フジテレビ）
- 不連続線（2002年2月、BSジャパン）
- 金曜エンタテイメント 浅草骨董屋・江戸っ娘迷探偵の列島怪談事件1（2002年7月、フジテレビ）
- ジイジ〜孫といた夏〜（2004年8月 - 9月、NHK総合）
- ホットマン2（2004年10月 - 12月、TBS）
- ジイジ2〜孫といた夏〜（2005年7月 - 8月、NHK総合）
- 貞操問答（2005年10月 - 12月、TBS）
- 大女優殺人事件（2007年1月、日本テレビ）
- 予告殺人（2007年3月、日本テレビ）

### フリーランス
- 小京都連続殺人事件1「スパイスは復讐の味」（2012年5月、フジテレビ）
- 沖縄リゾート コンシェルジュ具志堅陽子の名推理1「歪な密室」（2012年7月、テレビ東京）
- 小京都連続殺人事件2「佐野足利・七草に秘められた叫び」（2013年5月、フジテレビ）
- 小京都連続殺人事件×外科医鳩村周五郎（2013年10月、フジテレビ）
- 沖縄リゾート コンシェルジュ具志堅陽子の名推理2「命の警護」（2014年7月、テレビ東京）
- 小京都連続殺人事件4「宮崎日南・伝説鍋の食材推理」（2019年2月、フジテレビ）

## 劇場用映画
- パ★テ★オ（1992年、松竹配給、フジテレビ）
- 花より男子（1995年、東映配給、フジテレビ）